# 徐広燎
徐 広燎（じょ こうりょう、ピン音:Xu Guangliao, 1995年3月31日 - ）は、中華人民共和国・広東省広州市出身のプロサッカー選手。ポジションはゴールキーパー。

## 所属クラブ
プロ経歴
- 広州恒大足球倶楽部ユース
- 2013年 - 2014年  広州恒大足球倶楽部

## タイトル

### クラブ
広州恒大
- AFCチャンピオンズリーグ：2013
- 中国サッカー・超級リーグ：2013, 2014